# メレン (ウィスコンシン州)
メレン（英: Mellen）は、アメリカ合衆国ウィスコンシン州アシュランド郡に位置する都市。2020年アメリカ合衆国国勢調査での人口は698人。

## 観光
- コッパーフォールズ州営公園（英語版） - メレン北部に位置

## 市政
メレンは市長・議会制を取っている。
2022年7月20日付の『the Mellen Weekly-Record; Vol.123 No. 29』によると、1987年から2001年までと、2003年からの計33年ほど市長の座についていたジョセフ・A・バラベ市長は2022年7月15日正午をもって辞職した。辞職の理由などは判明していない。2023年4月4日に新市長が選出されるまで、メレン市議会議長のナサニエル・デレガンが市長代行を務めた。
メレン市議会は行政形態の変更について議論を行っている。メレンは現在、市長・議会制をとっている。それに対し、市議会では3つの選択肢を巡って、どれを取るかで議論が活発となっている。
- 市長-協議会方式を維持する。

- シティー・マネージャー制をとる。

- 市長職を廃止し、シティー・マネージャー・議会制をとる。

## 市長一覧
| Mayor                  | Tenure       |
| ---------------------- | ------------ |
| A・J・サリヴァン       | 1907–1909    |
| ジョン・トゥーミー     | 1909–1911    |
| M・J・コリンズ         | 1911–1911    |
| J・B・オーア           | 1912–1915    |
| ウィリアム・ノール     | 1915–1921    |
| アルベルト・プリブナウ | 1921–1923    |
| ウィリアム・ノール     | 1923–1927    |
| M・J・ドナヒュー       | 1927–1931    |
| レイ・マクシナー       | 1931–1937    |
| バーノン・メレディス   | 1937–1949    |
| ヘンリー・バウフ       | 1949–1951    |
| ジェームズ・ダルべシオ | 1951–1955    |
| ロバート・F・バラベ    | 1955–1959    |
| ハワード・ピーターズ   | 1959–1969    |
| ロバート・F・バラベ    | 1969–1971    |
| L・ロイ・ルーツ        | 1971–1973    |
| クレイトン・ランドリー | 1973–1981    |
| クリスト・ルーツ       | 1981–1983    |
| ロバート・ホルメス3世  | 1983–1987    |
| ジョセフ・A・バラベ    | 1987–2001    |
| デール・スミス         | 2001–2003    |
| ジョセフ・A・バラベ    | 2003–2022    |
| ナサニエル・デレガン   | 2022-2023    |
| テリー・ヴァン・ブレン | 2023–present |

## 地理
メレンは北緯46度19分27秒 西経90度39分33秒 / 北緯46.32417度 西経90.65917度 (46.324288, -90.659295)に位置し、バッド川が流れている。
アメリカ合衆国国勢調査局による土地では、総面積は1.87平方マイル (4.84 km2)となっている。

### 気温
| メレンの気候                               | メレンの気候  | メレンの気候  | メレンの気候  | メレンの気候 | メレンの気候 | メレンの気候 | メレンの気候 | メレンの気候 | メレンの気候 | メレンの気候 | メレンの気候  | メレンの気候  | メレンの気候   |
| 月                                         | 1月           | 2月           | 3月           | 4月          | 5月          | 6月          | 7月          | 8月          | 9月          | 10月         | 11月          | 12月          | 年             |
| ------------------------------------------ | ------------- | ------------- | ------------- | ------------ | ------------ | ------------ | ------------ | ------------ | ------------ | ------------ | ------------- | ------------- | -------------- |
| 最高気温記録 °F （°C）                     | 55 (13)       | 63 (17)       | 80 (27)       | 96 (36)      | 95 (35)      | 98 (37)      | 105 (41)     | 102 (39)     | 98 (37)      | 88 (31)      | 77 (25)       | 61 (16)       | 105 (41)       |
| 平均最高気温 °F （°C）                     | 20.7 (−6.3)   | 25.8 (−3.4)   | 37.4 (3)      | 50.0 (10)    | 64.2 (17.9)  | 72.9 (22.7)  | 77.2 (25.1)  | 75.5 (24.2)  | 67.6 (19.8)  | 53.6 (12)    | 37.9 (3.3)    | 26.0 (−3.3)   | 50.73 (10.42)  |
| 日平均気温 °F （°C）                       | 11.4 (−11.4)  | 15.2 (−9.3)   | 26.2 (−3.2)   | 38.8 (3.8)   | 52.0 (11.1)  | 61.4 (16.3)  | 66.2 (19)    | 64.5 (18.1)  | 57.0 (13.9)  | 43.9 (6.6)   | 30.2 (−1)     | 18.3 (−7.6)   | 40.42 (4.69)   |
| 平均最低気温 °F （°C）                     | 2.1 (−16.6)   | 4.6 (−15.2)   | 15.1 (−9.4)   | 27.5 (−2.5)  | 39.8 (4.3)   | 49.8 (9.9)   | 55.3 (12.9)  | 53.6 (12)    | 46.4 (8)     | 34.1 (1.2)   | 22.5 (−5.3)   | 10.5 (−11.9)  | 30.11 (−1.05)  |
| 最低気温記録 °F （°C）                     | −49 (−45)     | −46 (−43)     | −42 (−41)     | −9 (−23)     | 12 (−11)     | 23 (−5)      | 31 (−1)      | 21 (−6)      | 15 (−9)      | 6 (−14)      | −20 (−29)     | −37 (−38)     | −49 (−45)      |
| 降水量 inch （mm）                         | 1.45 (36.8)   | 1.15 (29.2)   | 1.89 (48)     | 3.03 (77)    | 3.82 (97)    | 4.34 (110.2) | 4.80 (121.9) | 3.32 (84.3)  | 3.62 (91.9)  | 3.73 (94.7)  | 1.95 (49.5)   | 1.61 (40.9)   | 34.71 (881.4)  |
| 降雪量 inch （cm）                         | 23.80 (60.45) | 16.80 (42.67) | 16.10 (40.89) | 8.70 (22.1)  | 0.60 (1.52)  | 0.00 (0)     | 0.00 (0)     | 0.00 (0)     | 0.20 (0.51)  | 1.50 (3.81)  | 12.80 (32.51) | 22.10 (56.13) | 102.6 (260.59) |
| 出典1：NOAA                                |               |               |               |              |              |              |              |              |              |              |               |               |                |
| 出典2：XMACIS (records & monthly max/mins) |               |               |               |              |              |              |              |              |              |              |               |               |                |

## 人口動態

### 2010国勢調査
2010年アメリカ合衆国国勢調査での調査時点では、731人、337世帯、182家族が住んでいた。人口密度は390.9人毎平方マイル (150.9/km2)。住宅戸数は428戸であった。人種構成は白人97.1％、アフリカ系アメリカ人0.3％、ネイティブ・アメリカン1.2％、アジア系0.1％、その他の人種0.3％、2種以上の人種1.0％である。ヒスパニック系またはラテン系の人口は1.6％であった。
全337世帯のうち、18歳未満の子どもが同居している世帯は24.9％、夫婦が同居している世帯は38.6％、夫がいない女性が世帯主の世帯が11.0％、妻がいない男性が世帯主の世帯が4.5％、非世帯主が住んでいるケースが46.0％であった。個人世帯は全体の40.4％で、65歳以上の一人暮らしが15.7％を占めた。平均世帯人数は2.08人、平均家族人数は2.77人であった。
住民年齢の中央値は46.5歳。住民の20.7％が18歳未満、6.4％が18歳から24歳、20.6％が25歳から44歳、30.1％が45歳から64歳、22.2％が65歳以上である。男女比は男性49.4％、女性50.6％であった。

### 2000国勢調査
2000年アメリカ合衆国国勢調査での調査時点では、845人、378世帯、215家族が住んでいた。人口密度は456.5人毎平方マイル (176.3/km2)。住宅戸数は436戸であった。人種構成は、白人96.57％、アフリカ系アメリカ人0.24％、ネイティブ・アメリカン1.66％、アジア系0.12％、太平洋諸島系0.12％、その他の人種0.36％、2種以上の人種0.95％である。ヒスパニック系またはラテン系は0.95％であった。
378世帯のうち、18歳未満の子どもが同居している世帯は23.8％、夫婦が同居している世帯は46.3％、夫がいない女性が世帯主の世帯が7.7％、非世帯主が住んでいるケースが43.1％だった。全世帯の39.7％が個人世帯で、65歳以上の一人暮らしが22.0％。平均世帯人員は2.15人、平均家族数は2.89人であった。
市内の人口ピラミッドは、18歳未満が20.6％、18歳から24歳が7.1％、25歳から44歳が26.2％、45歳から64歳が21.8％、65歳以上が24.4％だった。住民年齢の中央値は43歳。女性100人に対して男性は98.4人。18歳以上の女性100人に対して男性は91.7人。
同市のhousehold所得の中央値は31,917ドル、family所得の中央値は41,111ドルであった。男性の所得中央値は30,804ドルであったのに対し、女性は21,042ドルであった。同市の1人当たりの平均所得は16,297ドルであった。18歳未満の5.6％、65歳以上の10.2％、市内の家庭の約1.4％、人口の5.9％が貧困となっている。

## 交通
- ベイエリア・ルーラル・トランジットがバスを運営している。

## 著名な出身者
- ロバート・F・バラベ（英語版） - 市長
- D・E・ボウ（英語版） - ウィスコンシン州議会議員
- バーナード・E・ゲールマン（英語版） - ウィスコンシン州議会議員
- バーナード・J・ゲールマン（英語版） - ウィスコンシン州議会議員、連邦下院議員

## ギャラリー

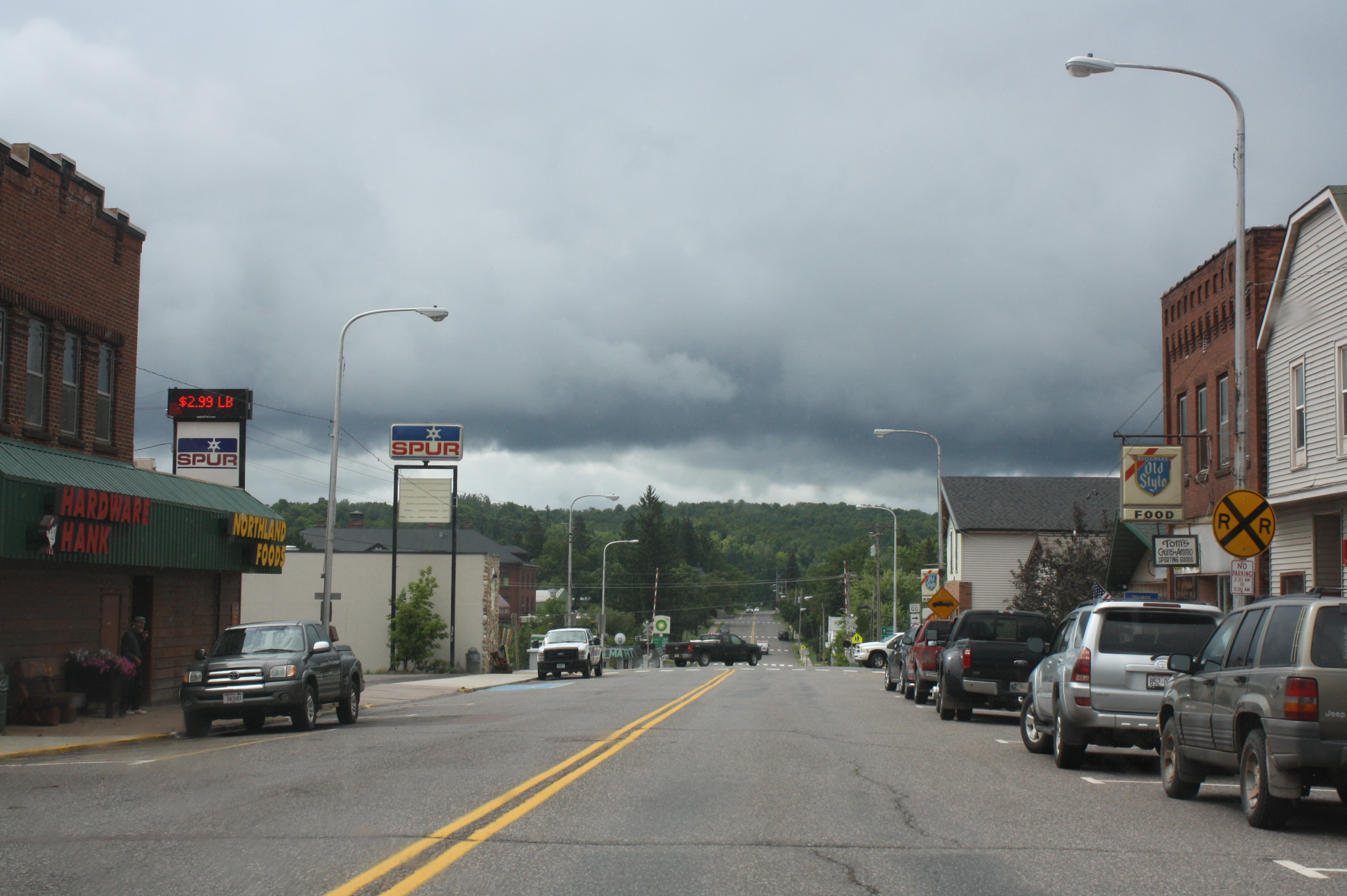
メレンの景色
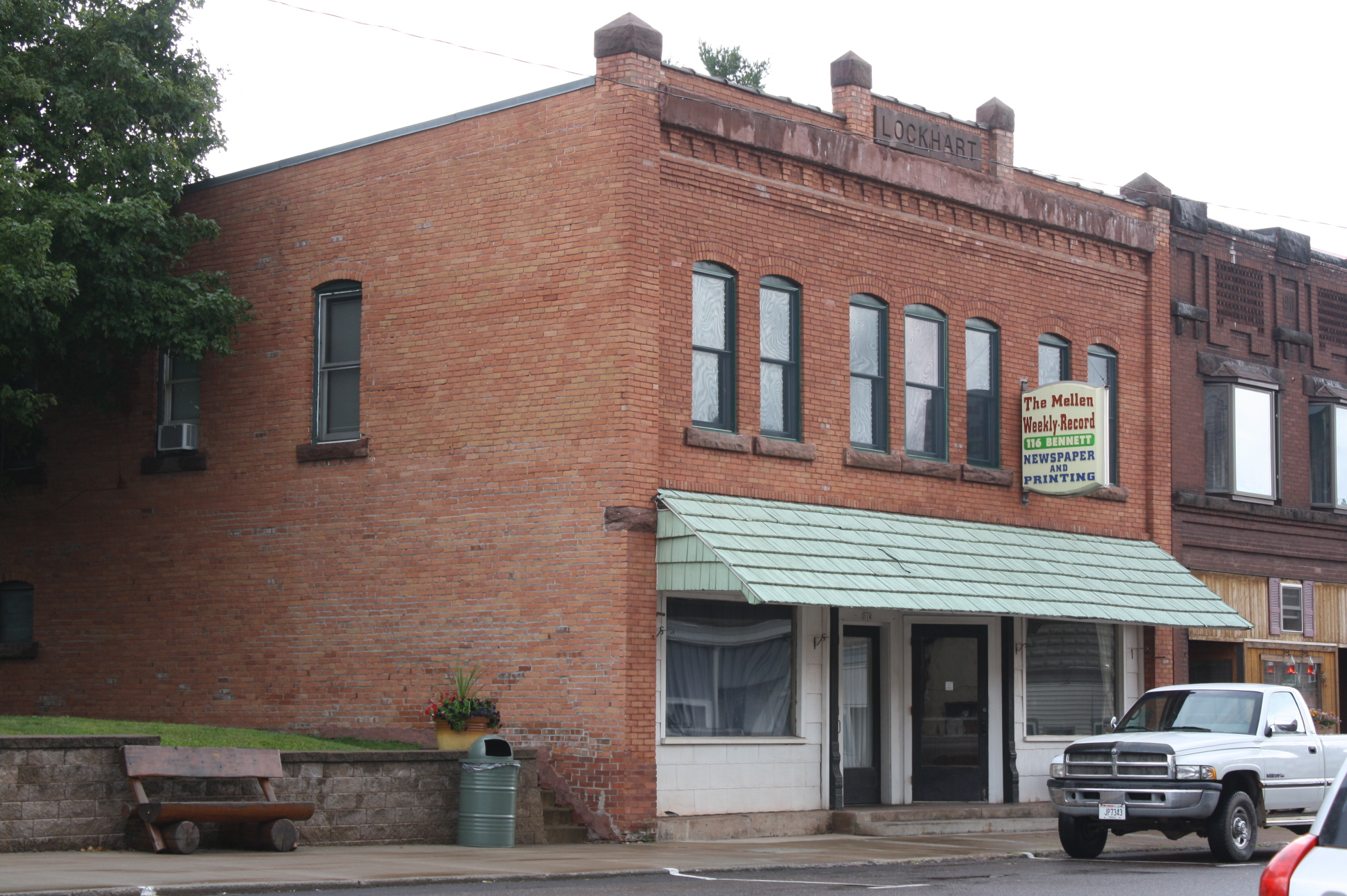
メレンの地元新聞会社
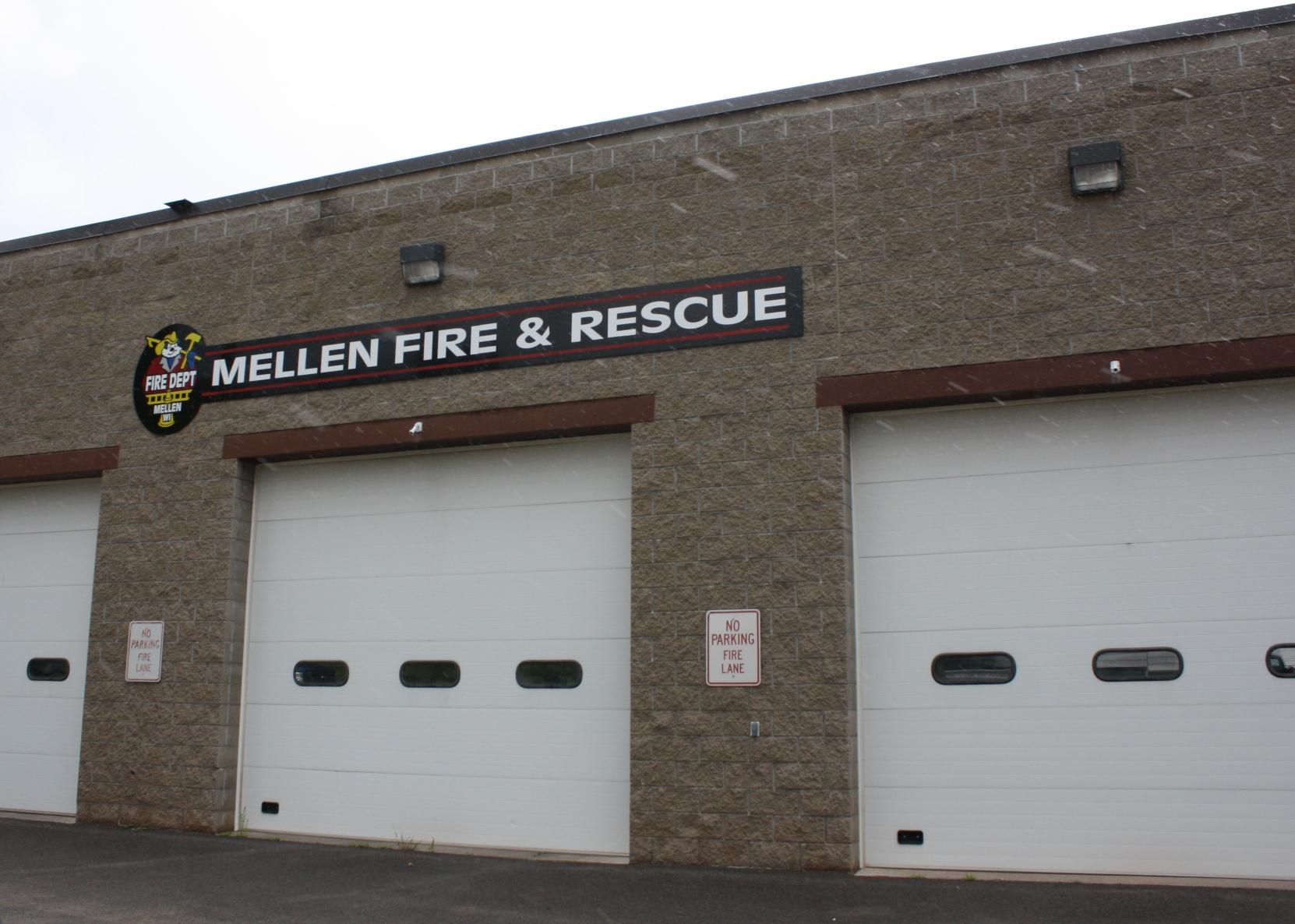
メレンの消防
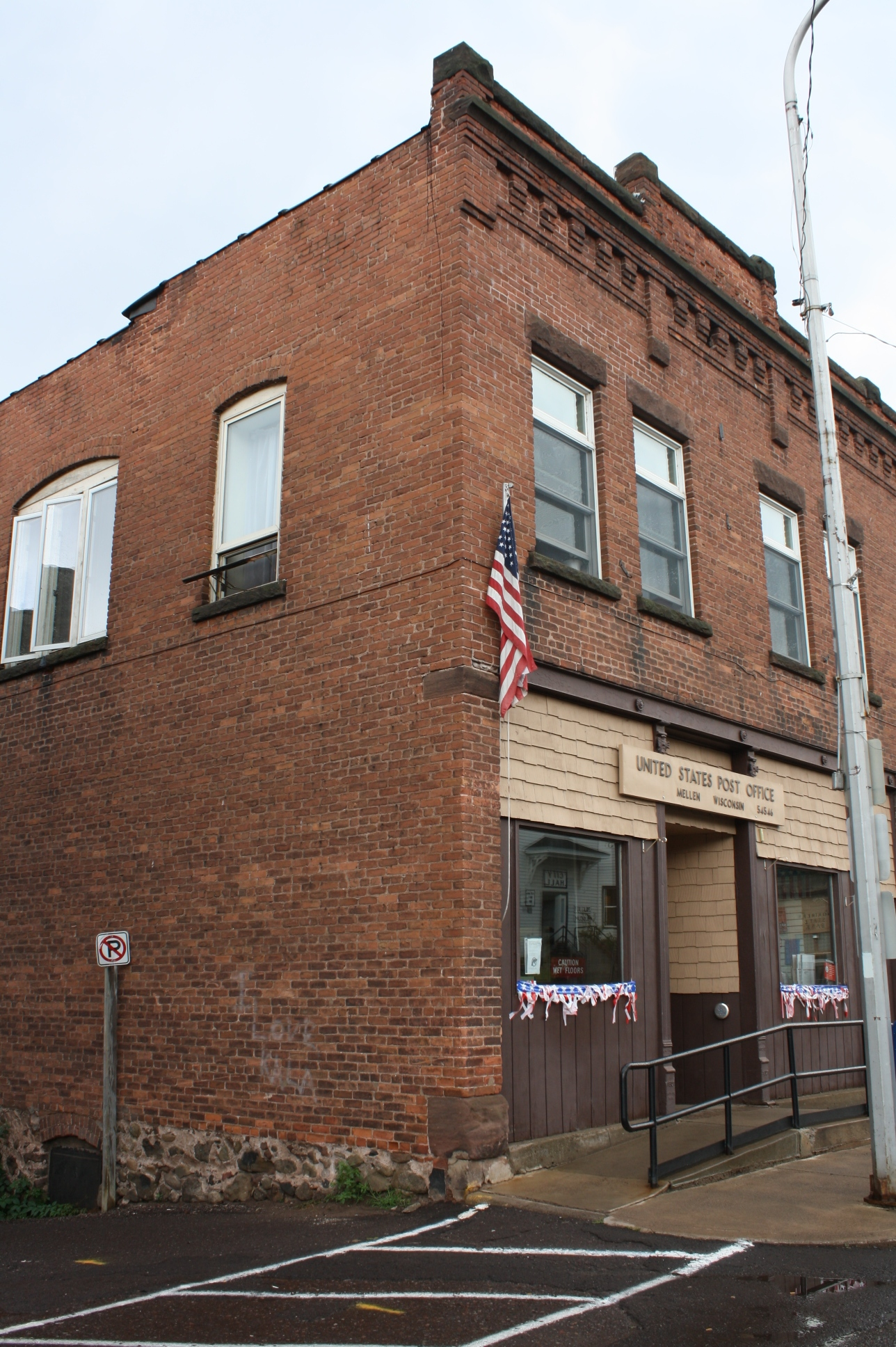
市庁
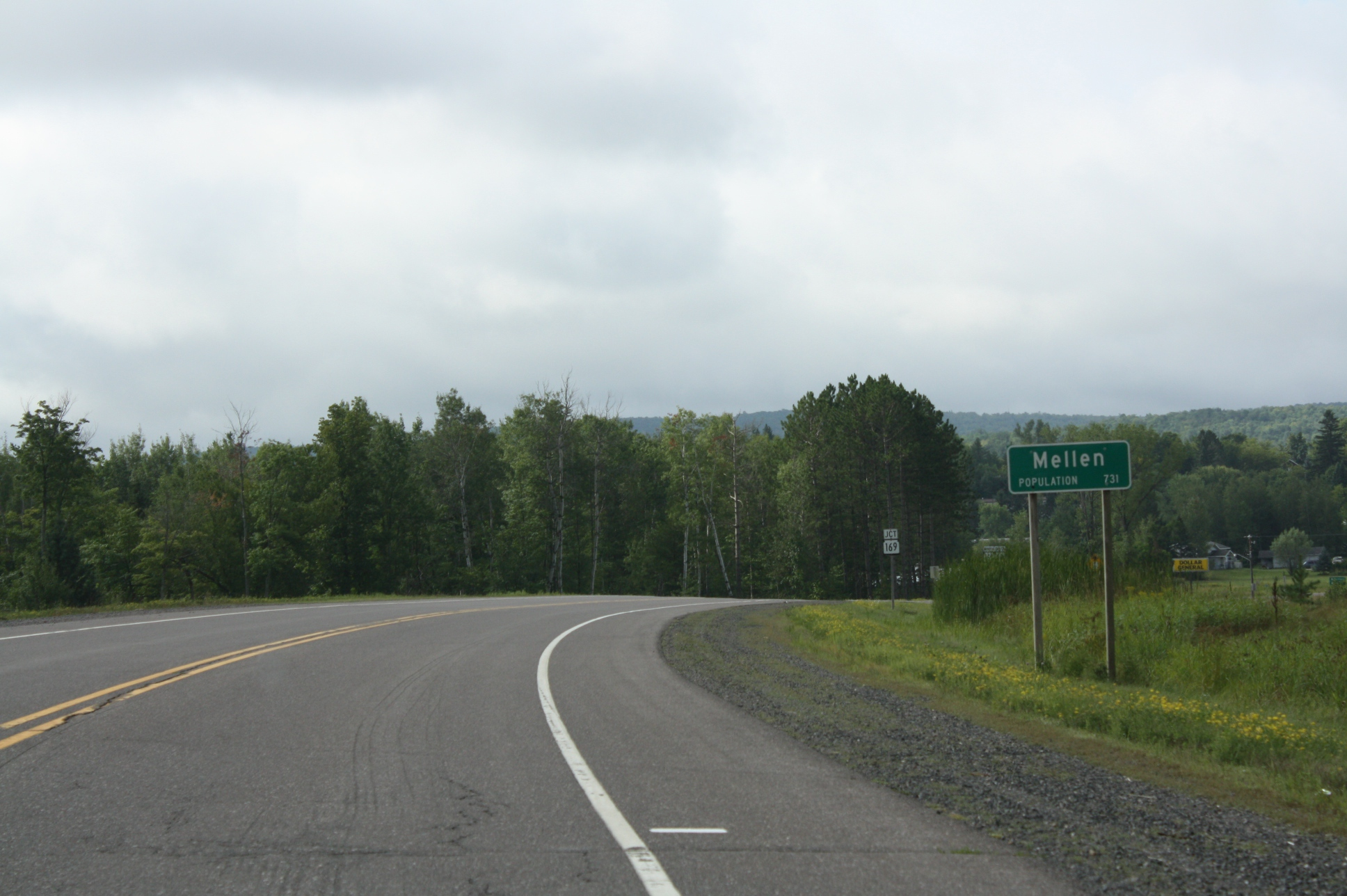
WIS13道路
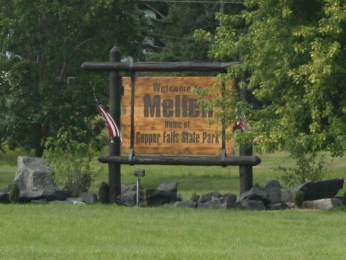
メレンに来たことを迎える看板
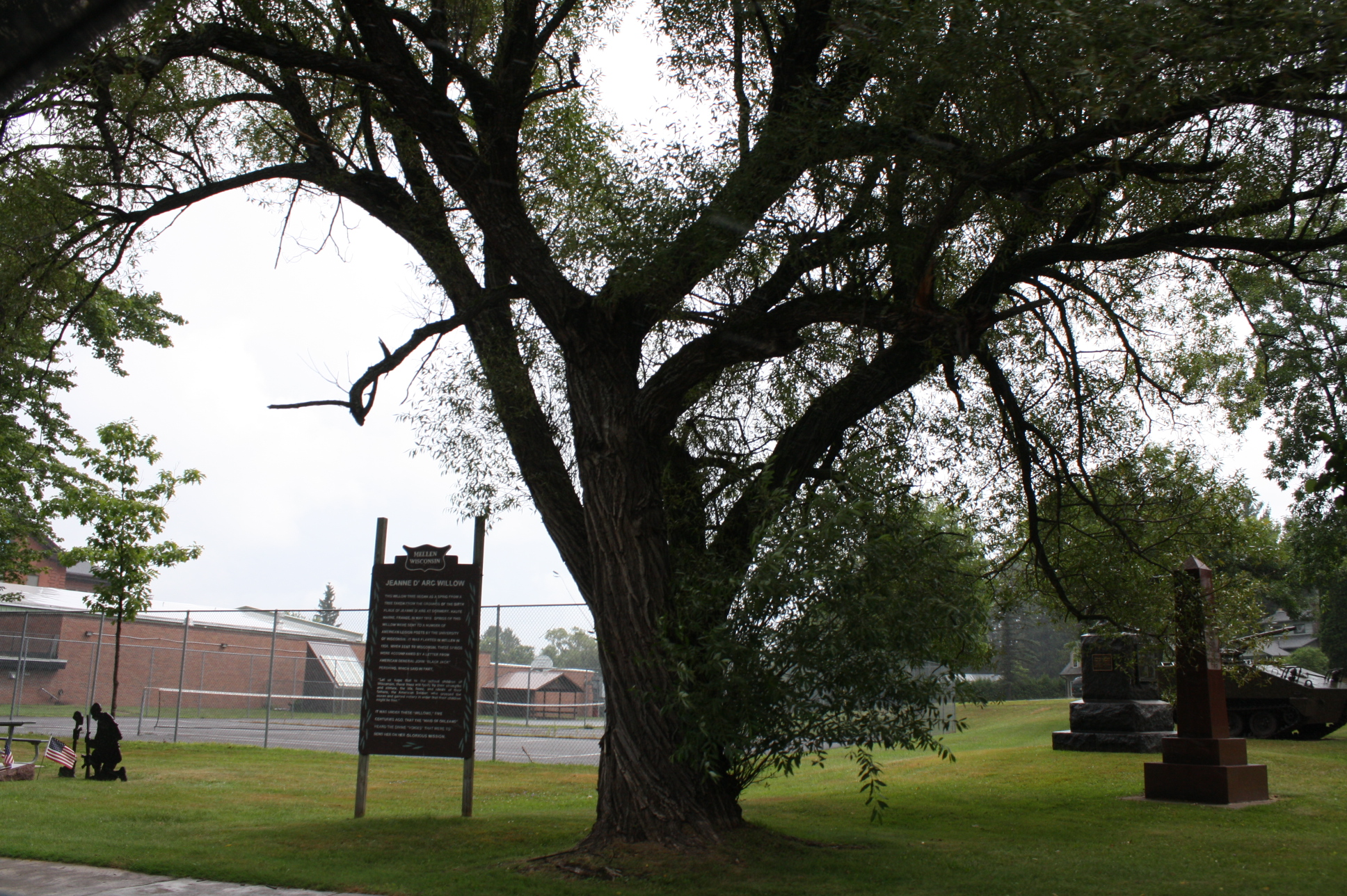
ジャンヌ・ダルクを称える柳の木
ノーザン・ステート・バンク・ビル（2003年)